# 高分子物理学
高分子物理（英語：Polymer physics）是研究高分子物质物理性质的科学。其研究的主要方向包括高分子形态，高分子机械性能，高分子溶液，高分子结晶等热力学和统计力学方向的学科，以及高分子扩散等动力学方面的学科。
高分子物理学虽然专注于凝聚态物理学的观点，但它最初是统计物理学的一个分支。 高分子物理学和高分子化学也与聚合物科学领域相关，在该领域中，聚合物科学和高分子化学被认为是聚合物的应用部分。
聚合物是大分子，因此使用确定性方法求解非常复杂。 然而，统计方法可以产生结果并且通常是相关的，因为可以在无限多单体（尽管实际尺寸显然是有限的）的热力学极限内有效地描述大型聚合物（例如，具有许多单体的聚合物）。
热涨落持续影响液体溶液中聚合物的形状，而对其影响进行建模需要使用统计力学和动力学原理。 因此，温度强烈影响溶液中聚合物的物理行为，从而引起相变，熔融等。
高分子物理学的统计方法基于聚合物与布朗运动或其他类型的随机漫步（自回避漫步）之间的类比。 理想链表示最简单的聚合物模型，对应于简单的随机漫步。 使用聚合物表征方法表征聚合物的实验方法也很普遍，例如尺寸排阻色谱法，粘度测定，动态光散射和聚合反应的自动连续在线监测（Automatic Continuous Online Monitoring of Polymerization Reactions, 缩写：ACOMP），用于确定化学，物理， 和聚合物的材料性能。 这些实验方法还有助于聚合物的数学建模，甚至有助于更好地了解聚合物的性能。
- 保罗·弗洛里(Paul Flory)被认为是建立高分子物理学领域的第一位科学家[1]。
- 自1970年代以来，法国科学家做出了很多贡献（例如皮埃尔-吉勒·德热纳(Pierre-Gilles de Gennes)，J. des Cloizeaux）[2][來源請求]。
- 土井正男（Masao Doi）和萨姆·爱德华兹（Sam Edwards）写了一本非常著名的高分子物理学书[3]。
- 俄罗斯和苏联物理学学校（I. M. Lifshitz，A. Yu. Grosberg，A. R. Khokhlov）在高分子物理学的发展中非常活跃[7][8]。

## 高分子形态
高分子是由小分子聚合而成的具有高分子量的物质。

### 线性高分子
由单一小分子聚合而成的线性高分子结构如下图所示。
高分子还可能由不同小分子聚合而成。最简单的情况是由两种小分子聚合而成的高分子。这两种小分子可能交替出现，称为交替共聚物。
两种小分子还可能随机出现，称为随机共聚物。
两种小分子有可能分段出现，称为嵌段共聚物。嵌段共聚物还经常被做成三段嵌段共聚物。

### 支化高分子
支化高分子的特色是存在同骨架链结构相同的支链，例如低密度聚乙烯(LDPE)。

### 交联高分子
交联高分子是指分子链相互交联在一起形成三维立体网状结构的高分子，例如火化橡胶和环氧树脂(Epoxy)等热固性塑料。

#### 物理交联
聚氨酯和SBS橡胶等可以通过结晶等方式形成物理交联。这种交联是可以通过加热等方式打破的。

### 其他结构
其他常见的高分子结构包括超分枝结构，dendrimer结构（齐枝状大分子），星型高分子等等。

### 高分子的状态
同一种高分子在不同温度和分子量下可能以不同形式存在。

## 高分子机械性能

### 应力-应变曲线
同金属陶瓷等材料相比，高分子材料的应力应变曲线表现出很强的温度依赖性。同一种材料在不同的温度下可能表现出不同的行为。

### 弹性模量与温度的关系
普通非晶态高分子材料的弹性模量与温度相关。在低温情况下，高分子链处于冻结状态，主要运动形式是高分子链段的小范围运动和振动。此时高分子模量和硬度较高，称为玻璃态。当温度达到一定范围时，高分子材料的模量迅速下降，甚至可能会降低到低温状况的千分之一。这标志着链段开始大范围运动，高分子材料表现出高弹性特征。这一温度称为玻璃化转变温度。进入高弹态区域后，如果温度进一步提高，高分子的弹性模量会进一步降低。这表明高分子链间缠结打开，发生运动，高分子表现出流动性，称为粘流态。
交联的非晶态高分子由于内部形成网络结构，所以高分子链不能流动，不会表现出粘流态，会保持一定模量直至分解。高弹态也是普通橡胶制品的正常使用状态。能够结晶的高分子材料在玻璃化转变温度之后除了链间缠结提供模量以外，结晶的部分也对模量有贡献，故模量较高。温度升高后，晶体融化，开始表现出流动性，其转化温度成为结晶性高分子的熔点。

### 玻璃转化与结晶
玻璃态物质会表现出玻璃转化。玻璃态转化表现出热容上升弹性模量下降的现象。高分子材料中的玻璃态转变有多种理论解释，一般认为在玻璃转化温度(Tg)之下高分子无法进行大规模的运动，只能进行小范围的移动。而在玻璃转化温度之上高分子可以进行大范围的运动。
玻璃转化是一个动力学转变，因此其具体温度同温度变化速度相关。不同高分子材料的玻璃转变温度不同。
很多高分子材料表现出结晶行为。通过结晶高分子可以达到致密排列。典型的易结晶高分子有聚乙烯，聚丙烯，尼龙等。

#### 高分子材料中的弛豫
玻璃转变通常又被称为{\displaystyle \alpha }转变。在玻璃转化温度之下高分子还会失去其他的小规模可移动性，因此还会存在其他转变。这些转变按照温度从高到低的顺序称为{\displaystyle \beta }，{\displaystyle \gamma }转变。

### 粘弹性
高分子不同于其他材料的一个特殊性质就是其粘弹性。对于理想弹性物体，完全遵循胡克定律，应力与应变成正比。对于牛顿流体，剪切应力与应变速率成正比。对于高分子来说，既具有弹性特征，又具有粘性特征，并且应力应变的关系与时间紧密相关。常见的例子如应力松弛，蠕变。为了描述其粘弹性特征，常用弹簧（认为完全服从胡克定律）和黏壶（认为完全服从牛顿流体）共同组成一些模型来描述。
应力松弛现象指的是高分子材料在应变保持一定的情况下应力随着时间的推移而减小的现象。

高分子的蠕变现象是指高分子材料在应力不变的情况下应变随着时间的推移而增大的现象。

### 失效

#### 降伏
材料的降伏一般是指材料开始塑性形变的现象。材料的降伏强度指材料发生降伏现象时所承受的应力的大小。在高分子材料中，处于玻璃态的高分子材料通常会表现出降伏。但是由于高分子材料在初始形变过程中通常表现出非线性行为，工业上经常使用2%不可恢复形变量位置的应力计算降伏强度。

#### 微裂纹
微裂纹经常称为银纹，是指在高分子材料内部产生垂直于应力施加方向的细微裂纹的现象。在这种裂纹中会有纳米级的纤维平行于应力施加方向伸展。

#### 疲劳
疲劳是指材料在承受远低于断裂强度的应力强度的反复应力的情况下产生裂纹的现象。
疲劳的产生通常起源于工件内部相对脆弱或者应力集中的区域，如外来夹杂，空隙等。尽管工件整体所受应力小于断裂强度，在这些微小区域可能已经达到断裂强度，结果导致在这些区域产生微小裂纹。在应力反复施加的情况下这些微小裂纹长大最终导致工件破坏失效。

#### 环境因素
影响高分子材料的主要环境因素包括日照（紫外光），氧化，水解，温度效应和化学因素影响。高分子制品同的应力或内应力同环境因素共同作用会导致应力腐蚀。应力腐蚀的特点是只有在环境因素和应力共同作用下才会发生。应力的来源可能是工件在使用过程中收到的外来应力也有可能是工件在加工成型过程中产生的内应力。由于不同工件的使用状态不同，加工过程不同，不同工件的使用环境和应力状态通常不同，因此发生应力腐蚀的可能性也不同。一旦发生应力腐蚀，其原因通常也难以分析。

## 高分子溶液

### 高分子在小分子溶液中的行为

#### Flory-Huggins格子模型
Flory-Huggins格子模型假设溶剂分子的体积同高分子分子的重复单元的体积相同，各占据一个“格子”。其结构如图所示。
若溶液中有{\displaystyle n_{1}}个溶剂分子和{\displaystyle n_{2}}个高分子分子，高分子的长度为x。则溶剂占据的格子为{\displaystyle n_{1}}个，高分子占据的格子为
{\displaystyle n_{2}x}个。溶剂的体积浓度为
{\displaystyle \phi _{1}={\frac {n_{1}}{n_{1}+n_{2}x}}}
而高分子的体积浓度为
{\displaystyle \phi _{2}={\frac {n_{2}}{n_{1}+n_{2}x}}}
则高分子溶液的混合熵为
{\displaystyle \Delta S_{mix}=-k(n_{1}\ln {\phi _{1}}+n_{2}\ln {\phi _{2}})}
由于格子的总数即溶液体积为{\displaystyle V=n_{1}+n_{2}x}，上式可以变为
{\displaystyle \Delta S_{mix}=-kV({\frac {n_{1}}{n_{1}+n_{2}x}}\ln {\phi _{1}}+{\frac {n_{2}x}{x(n_{1}+n_{2}x)}}\ln {\phi _{2}})}
则原式可化为
{\displaystyle \Delta S_{mix}=-kV(\phi _{1}\ln {\phi _{1}}+{\frac {\phi _{2}}{x}}\ln {\phi _{2}})}
高分子溶液的混合焓设为溶剂分子和高分子分子之间交互作用的能量。两种分子之间的交互作用能为{\displaystyle \chi }。溶剂分子的总
数为{\displaystyle n_{1}}，溶剂分子同高分子分子相作用的概率为高分子的体积浓度{\displaystyle \phi _{2}}。则同高分子分子发生作用的溶
剂分子的个数为{\displaystyle n_{1}\phi _{2}}。高分子溶液的混合焓为
{\displaystyle \Delta H_{mix}=kTn_{1}\phi _{2}\chi }
则系统的自由能变化为
{\displaystyle \Delta F_{mix}=\Delta H_{mix}-T\Delta S_{mix}}
{\displaystyle \Delta F_{mix}=kTn_{1}\phi _{2}\chi +TkV(\phi _{1}\ln {\phi _{1}}+{\frac {\phi _{2}}{x}}\ln {\phi _{2}})}
{\displaystyle \Delta F_{mix}=kTV[\phi _{1}\phi _{2}\chi +(\phi _{1}\ln {\phi _{1}}+{\frac {\phi _{2}}{x}}\ln {\phi _{2}})]}
或者写为
{\displaystyle {\frac {\Delta F_{mix}}{kTV}}=\phi _{1}\phi _{2}\chi +\phi _{1}\ln {\phi _{1}}+{\frac {\phi _{2}}{x}}\ln {\phi _{2}}}
若高分子的分子量很大，则{\displaystyle {\frac {\phi _{2}}{x}}\ln {\phi _{2}}}接近于零。原式可省略为
{\displaystyle {\frac {\Delta F_{mix}}{kTV}}=\phi _{1}\phi _{2}\chi +\phi _{1}\ln {\phi _{1}}}

## 高分子结晶
结晶高分子中的分子链布置如下图所示。

## 高分子表征

### 高分子组成的测定
NMR和FTIR是最常用的用来测量高分子组成的设备。

### 分子量的确定
高分子由大量高分子链组成，一般常用高分子的每条链的分子量不同，这决定了高分子的分子量是一个平均值。常用的有数均分子量，重均分子量，粘均分子量等。常用测量方法有渗透压法光散射法，黏度法和GPC法等
高分子的粘均分子量通常可以通过测量高分子溶液的粘度获得，通过黏度计测量黏度，然后通过马克-霍温克方程求出分子量。
GPC是目前常用的一种快速高效的分子量测量办法。该方法可以同时测量分子量和分子量分布。

### 热性质与力学性质
高分子的相变与转变伴随着吸热与放热，通常使用DSC测试。
高分子材料的热分解性能通常使用热重分析TGA测试，基本原理是通过将高分子加热，测量加热过程中的质量变化。
由于高分子的粘弹性，其力学性能通常与应变发生速度相关。DMA是经常使用的力学性能测试设备，DMA也经常用来测试相变与转变对力学性能的影响。

### 表面性质测定
高分子的表面型貌通常可以通过原子力显微镜（Atomic Force Microscope），光学显微镜和扫描电子显微镜测试。
高分子的表面化学构成可以通过傅立叶变换红外光谱（Fourier Transform Infrared Spectroscopy, FTIR）或者X射线光电子能谱(X-ray Photoelectron Spectroscopy, XPS）等方法来表征。
高分子表面的亲水性或亲油性可以通过液滴形状（接触角）分析仪来表征。表面自由能也可以通过液滴形状（接触角）分析进行计算。

### 晶体性质测定
高分子晶体的型貌通常可以通过AFM，透射电子显微镜，扫描电子显微镜和光学显微镜获得。晶体常数通常使用电子衍射，X射线衍射和中子衍射的办法测量。